# Штанденбюль
Штанденбюль (нем. Standenbühl) — община в Германии, в земле Рейнланд-Пфальц. 
Входит в состав района Доннерсберг. Подчиняется управлению Гёльхайм.  Население составляет 215 человек (на 31 декабря 2010 года). Занимает площадь 1,25 км².